# Loren Juarros
Lorenzo Juarros García (Mambrillas de Lara, 7 de octubre de 1966), conocido deportivamente como Loren, es un exfutbolista y actual director deportivo español del Málaga Club de Fútbol. Jugó como delantero y defensa central en varios equipos de la Primera División española a lo largo de 16 temporadas (entre 1986 y 2002).
Disputó 481 partidos en la Primera División española, siendo el 11.º jugador con más partidos jugados. Es el futbolista español que más partidos ha disputado en Primera sin llegar a debutar con la selección española absoluta.
Fue internacional sub-21, entre 1986 y 1990, logrando seis goles en nueve partidos.

## Trayectoria

### Como jugador
Loren nació, el 7 de octubre de 1966, en Mambrillas de Lara, aunque vivió la mayor parte de su infancia y juventud en la localidad vasca de Ibarra. Comenzó a jugar al fútbol en las categorías inferiores del Tolosa CF, de donde fue fichado por la Real Sociedad y encuadrado en sus categorías inferiores.
Al inicio de su carrera, Loren jugaba como defensa central. En 1984 comenzó jugando en el Sanse CF, equipo filial de la Real, que jugaba en Segunda división B. Su debut con la primera plantilla de la Real fue en un partido de la Primera división española, el 9 de septiembre de 1984, ante el Club Deportivo Málaga en el Estadio de Atocha. Este temprano debut se debió a una huelga de los futbolistas profesionales de Primera división que obligó a los equipos a echar mano de sus filiales. Loren contaba todavía con 17 años de edad y jugó de defensa.
En las 2 temporadas que militó en el Sanse, jugó 32 partidos y marcó 14 goles. Compatibilizó esas 2 temporadas con unas pocas actuaciones en el primer equipo. Durante esos dos años se produjo la reconversión de Loren en delantero centro, puesto al que le asignaron los técnicos de la Real debido a su fortaleza y a su facilidad para rematar de cabeza.
En 1986, de la mano de John Benjamin Toshack, fue encuadrado de forma definitiva en la primera plantilla de la Real Sociedad. Tras la marcha de Pedro Uralde y Jesús María Satrústegui al finalizar la temporada 1985-86, Loren se hizo con un hueco en la delantera del equipo y gozó de numerosos minutos en la larga temporada de los play-offs, jugando 30 partidos y marcando 7 goles. Se convirtió en el referente ofensivo del equipo, aunque la segunda línea de delanteros del equipo (Bakero, Txiki Begiristain o López Ufarte) marcó más goles. La temporada finalizó con un título de Copa del Rey para la Real, aunque Loren se quedó sin jugar la final contra el Atlético de Madrid debido a una lesión.
En la temporada 1987-88 se convirtió en el segundo goleador del equipo, por detrás de Bakero, al marcar 11 goles. Contribuyó, de manera decisiva, al subcampeonato de Liga de la Real y volvió a llegar con el equipo a la final de Copa del Rey, final que esta vez sí disputaría; aunque el equipo se quedó sin revalidar el título al perder 1-0 la final contra el Fútbol Club Barcelona. La marcha de Txiki Begiristain y Bakero al Barcelona al finalizar la temporada, dejaron a Loren con la responsabilidad anotadora del equipo.
La campaña 1988-89 no fue buena, ni para el equipo ni para Loren, ya que el delantero tuvo un discreto rendimiento esa temporada marcando sólo 6 goles y el equipo acabó en una discreta 11.ª posición. El joven delantero canterano Mikel Loinaz llegó a marcar más goles esa temporada que el propio Loren, a pesar de jugar muchos menos minutos. A pesar de ello, por aquel entonces, Loren, sin cumplir todavía los 23 años y ya con bastante experiencia en Primera, era considerado en San Sebastián como el delantero de referencia de la Real y el goleador del equipo en los años venideros.

#### Fichaje y etapa en el Athletic
En 1989 el Athletic Club pagó la cláusula de rescisión de 300 millones de pesetas que tenía Loren y se lo llevó a jugar a Bilbao, pese a no haber alcanzado previamente un acuerdo con el club realista. En su momento fue el segundo fichaje de mayor cuantía pagado en la Liga Española por un jugador nacional. Este fichaje deterioró las relaciones entre los dos clubes.
El sustituto de Loren en la delantera realista fue el irlandés John Aldridge, rompiendo con la política de fichajes de jugar sólo con jugadores vascos. Sin embargo, Loren fracasó como goleador en el Athletic. La presión sufrida, debido a las expectativas que creó en la afición rojiblanca, por la gran cantidad de dinero desembolsado, pesaron negativamente en su rendimiento. En su primera temporada en el Athletic fue el máximo goleador del equipo junto a Uralde con 6 goles, pero este registro goleador discreto junto a la mala temporada de los bilbaínos desataron las críticas contra él. En su segunda temporada, con Javier Clemente como entrenador, Loren fue reubicado sorpresivamente en el puesto de defensa central, volviendo al puesto que había tenido en sus inicios como futbolista. El burgalés debutó como defensa precisamente ante la Real Sociedad en Atocha y marcando a su sustituto, John Aldridge; cuajando un gran partido. Tras algunos partidos más como defensa, en marzo de 1991, Clemente fue destituido y su sustituto, Iñaki Sáez, nunca alineó más a Loren en el puesto de defensa. Su paso por el Athletic se resume en 69 partidos y 9 goles.

#### Fichaje y paso por Burgos
El Real Burgos era un equipo de reciente creación, nacido como sustituto del histórico Burgos CF y había logrado ascender a la Primera división española en 1990. El equipo contaba ya con un delantero de solvencia, el rumano Gavril Balint y a la hora de planificar la temporada 1991-92; Loren fue fichado como acompañante de Balint en la delantera, siendo un jugador de bastante prestigio de la Primera división (aunque venido a menos tras su paso por el Athletic) y para más ende natural de la propia ciudad. El club burgalés abonó unos 150 millones de pesetas al equipo bilbaíno por el jugador.
Su primera temporada en el Real Burgos fue bastante buena, el equipo acabó noveno en la tabla y Loren marcó 7 goles, siendo titular en la mayor parte de los partidos. En su segunda temporada, en cambio, a pesar de seguir siendo titular, su rendimiento fue parejo con el de su equipo, que descendió de categoría siendo el último clasificado. Su paso por el Burgos se resume en 65 partidos de Liga y 11 goles.

#### Vuelta a la Real Sociedad
Tras el descenso de categoría del Real Burgos, y de cara a la temporada 1993-94, regresó a la Real Sociedad. Esa temporada comenzó jugando como delantero y, de hecho, fue el que marcó el primer gol del Estadio de Anoeta, nuevo campo de la Real estrenado ese mismo año. Es en la pretemporada, durante el partido amistoso de inauguración del campo que enfrenta a la Real con el Real Madrid.
Sin embargo, cuando comenzó la competición, no acabó de encontrar un puesto como titular en la delantera. Así, a mitad de temporada, John Toshack decidió emular a Clemente y colocó a Loren en el centro de la defensa. Lo cierto fue que Loren funcionó en la defensa y se hizo con el puesto. Durante muchas temporadas Loren, formando normalmente pareja con José Antonio Pikabea, fue defensa central titular en la Real Sociedad. Su segunda etapa en la Real se prolongó hasta 2002, jugando 256 partidos en Liga (casi todos ellos como central) y marcando 9 goles (en córneres y faltas). Puso fin a su carrera como futbolista con 35 años de edad. En su segunda etapa con la Real Sociedad destacó el tercer puesto obtenido en la temporada 1997-98, que valió al equipo txuri-urdin jugar la Copa de la UEFA.
En total, la trayectoria de Loren en la Real, en sus dos etapas, comprende 411 partidos oficiales y 41 goles.

### Como entrenador y director deportivo
Tras su retirada como futbolista quedó encuadrado en el personal técnico de la Real Sociedad, llegando a ser en la temporada 2002-03 entrenador del equipo infantil de la Real Sociedad.
En la temporada 2003-04, se convierte en entrenador ayudante de Gonzalo Arconada en el Real Sociedad de Fútbol "B".
En la temporada 2004-05, sería entrenador ayudante de José María Amorrortu en el primer equipo de la Real Sociedad de Fútbol.
Desde 2005 a 2009, ocuparía el cargo de secretario técnico de la Real Sociedad de Fútbol.
En la temporada 2008-09, sería director deportivo interino tras la renuncia de Pako Ayestarán.
Loren asumió el cargo de director deportivo en el combinado ‘txuri-urdin’ a mediados de la temporada 2008-09 y lo desarrolló hasta el final de la temporada 2017-18, convirtiéndose así en el director deportivo más longevo de la Primera División.
El 25 de mayo de 2023, firma como director deportivo del Málaga CF de la Primera Federación.

## Clubes

### Como jugador
| Club             | País   | Año       |
| ---------------- | ------ | --------- |
| San Sebastián CF | España | 1984-1986 |
| Real Sociedad    | España | 1986-1989 |
| Athletic Club    | España | 1989-1991 |
| Real Burgos      | España | 1991-1993 |
| Real Sociedad    | España | 1993-2002 |

### Como director deportivo
| Club                    | País   | Año             |
| ----------------------- | ------ | --------------- |
| Real Sociedad de Fútbol | España | 2009-2017       |
| Málaga CF               | España | 2023-actualidad |

## Títulos

### Campeonatos nacionales
| Título       | Club          | País   | Año  |
| ------------ | ------------- | ------ | ---- |
| Copa del Rey | Real Sociedad | España | 1987 |